# John Hollins
John William Hollins MBE (16 tháng 7 năm 1946 – 14 tháng 6 năm 2023) là một cựu cầu thủ và huấn luyện viên bóng đá người Anh. Ông lúc đầu là một tiền vệ, đến cuối sự nghiệp thì trở thành một hậu vệ cánh.
Con trai của Hollins, Chris Hollins là người dẫn chương trình thể thao chính của BBC Breakfast.
Vào ngày 14 tháng 6 năm 2023, câu lạc bộ cũ của Chelsea thông báo rằng ông đã qua đời ở tuổi 76.